# انجمن حسابداران خبره ایران
انجمن حسابداران خبره ایران قدیمی‌ترین انجمن حرفه‌ای حسابداری فعال در ایران است که در ۲ اسفند ۱۳۵۱ تأسیس و در ۲۴ اردیبهشت ۱۳۵۳ تحت شماره ۱۵۰۰ در اداره ثبت شرکت‌ها و مالکیت صنعتی ثبت شد. این انجمن، نخستین و یکی از دو تشکل حرفه‌ای حسابداری ایران است که در فدراسیون بین‌المللی حسابداران (آیفک) عضویت دارد (از سال ۱۳۷۷). این انجمن با داشتن بیش از ۸۰۰۰ عضو بزرگ‌ترین انجمن حرفه‌ای حسابداری در ایران به‌شمار می‌آید. اصلی‌ترین خدمات انجمن عبارتند از، انتشار ماهنامه حسابدار (قدیمی‌ترین نشریه حرفه‌ای حسابداری ایران)، انتشار کتاب‌های تخصصی، برگزاری دوره‌های آموزشی و سمینارهای حرفه‌ای. هم اکنون، رحمت‌اله صادقیان رئیس شورای عالی انجمن حسابداران خبره ایران و سید محمد باقرآبادی دبیرکل این انجمن هستند.

## تاریخچه
تأسیس
انجمن حسابداران خبره ایران در روز چهارشنبه ۲ اسفند ۱۳۵۱ (۲۱ فوریه ۱۹۷۳ میلادی - ۱۷ محرم ۱۳۹۳ قمری) تأسیس شد، و کمتر یک سال و سه ماه بعد، در روز سه‌شنبه ۲۴ اردیبهشت ۱۳۵۳ (۱۴ می ۱۹۷۴ میلادی - ۲۱ ربیع‌الثانی ۱۳۹۴)، تحت شماره ۱۵۰۰ در اداره ثبت شرکت‌ها و مالکیت صنعتی به ثبت رسید.
بنیان‌گذاران
بنیان‌گذاران انجمن (۳۴ تن) عبارت بودند از: حسن سجادی‌نژاد، ابراهیم بهمئی، حسین بگلری، منوچهر ملکیان، هوشنگ قزوینی، محمدحسن ابریشمی، محمدمهدی سمیعی (طایفه)، بهرام فتحعلی، احمد فاطمی، شاهرخ بهنام، احمد زینی، داود خمارلو، بهروز عراقی، طغرل آذر، عظیم عظیمی، رضا میرآفتاب زاده، سیامک خاکسار، نصرالله مختار، پرویز جواهری، جواد مجذوب، حسن حیاط شاهی، عزیزالله اعلیائی، اکبر انصاری، بیوک ابریشمیان، رسول محمدی سالک، الله‌وردی رجایی سلماسی، غلامرضا حیدری خوئی، پرویز نبوی، کورس برکت، حسین هنرمند، جلیل شرکاء، منوچهر بیات، اردشیر بینش آق اولی، بهرام موحدی.
نخستین شورای عالی و بازرسان
محمدمهدی سمیعی (رئیس)، پرویز نبوی (نایب رئیس)، حسین هنرمند (خزانه‌دار)، حسن سجادی‌نژاد، محمدحسن ابریشمی، جلیل شرکاء، رسول محمدی سالک اعضای نخستین شورای عالی انجمن بودند. همچنین، اردشیر بینش آق اولی، و احمد فاطمی نیز به عنوان نخستین بازرسان انجمن برگزیده شدند.
طراحی نشان‌واره (لوگوی) انجمن به دست مرتضی ممیز (پدر گرافیک ایران)
نشان‌واره (لوگوی) انجمن حسابداران خبره ایران یکی از شاهکارهای مرتضی ممیز (زاده ۴ شهریور ۱۳۱۵، تهران - درگذشت ۵ آذر ۱۳۸۴، بیمارستان آبان، تهران) ملقب به «پدر گرافیک ایران» است. وی دربارهٔ طراحی این نشان می‌گوید: «نشانه «انجمن حسابداران خبره ایران» اولین کاری بود که به شیوه مونوگرام ساختم، زیرا طرح برای موضوع حسابداران کاری مشکل بود و هر نقشی که می‌ساختم ممکن بود مورد تفسیر و خیال‌پردازی‌های گوناگون قرار گیرد. این بود که پس از مدتی طراحی و مطالعه ملاحظه کردم حروف اول کلمات عنوان انجمن از حروفی تشکیل شده[است] که به خوبی می‌تواند ریتم جالبی را به وجود آورد و این نشانه به وجود آمد.»

## مأموریت انجمن
طبق اساسنامه، مأموریت اصلی انجمن عبارت است از، اعتلا، گسترش و تأمین استقلال حرفهٔ حسابداری و حسابرسی؛ فراهم کردن شرایط و فرصت‌های مناسب برای رشد و خودسازی معنوی حسابداران؛ گردآوری و تجهیز امکانات؛ تدوین و تعمیم اصول و ضوابط حرفه‌ای؛ اعتلای سطح آگاهی و تخصص حرفه‌ای؛ مشارکت هر چه بیش‌تر افراد باصلاحیت؛ و تأمین خودکفایی در زمینهٔ خدمات حسابداری و حسابرسی مورد نیاز جامعه.

## ارکان انجمن
ارکان اصلی انجمن عبارتند از:
- مجامع عمومی (عادی و فوق‌العاده)
- شورای عالی: رحمت‌اله صادقیان (رئیس)، یحیی حساس یگانه (نایب رئیس)، هوشنگ خستویی (خزانه‌دار)، منصور شمس احمدی، غلامحسین دوانی، عبدالرضا تالانه، مصطفی باتقوا، سعید جمشیدی‌فرد، امیر ابراهیم‌زاده
- اعضای شورای عالی در سال 1402: کاظم وادی زاده (رئیس)، جواد باغبان (نایب رئیس شورای عالی)، مزدک کاظم زاده(خزانه دار)، سید محمد علوی،  امیر ابراهیم زاده ،پویا مهدوی فر ،محمد قبول، مهدی معین پور ، مسعود سورانی
- بازرسان: رضا یعقوبی (اصلی)، حسین خطیبیان (علی‌البدل)
- دبیرکل: سید محمد باقرآبادی[۱]

## دوره‌های آموزشی
یکی از برجسته‌ترین خدمات انجمن طی چهار دهه‌ای که از راه‌اندازی آن می‌گذرد - برگزاری دوره‌های تخصصی در موضوعات گوناگون حسابداری بوده‌است. این دوره‌ها عمدتاً از راه «مرکز آموزش حسابداران خبره (PACT)» و «مؤسسه آموزشی و پژوهشی اتاق بازرگانی و صنایع و معادن ایران» برگزار می‌شوند (به شرح منابع).

### مرکز آموزش حسابداران خبره (PACT)
مرکز آموزش حسابداران خبره یا پکت (PACT) یک مؤسسه آموزشی حرفه‌ای در زمینه‌های تخصصی حسابداری، حسابرسی، تأمین مالی، و سرمایه‌گذاری است که انجمن حسابداران خبره ایران در سال ۱۳۷۷ با هم‌کاری دانشگاه صنعت نفت راه‌اندازی کرده‌است. این مرکز آموزش حرفه‌ای، نماینده آموزشی رسمی انجمن حسابداران مدیریت خبره (CIMA) و انجمن حسابدارن رسمی خبره (ACCA) انگلستان، و همچنین، تنها شریک آموزشی انجمن حسابداران خبره انگلستان و ولز (ICAEW) در ایران است و دوره‌های آموزشی آن به گروه‌های زیر تقسیم می‌شوند:
- دوره‌های بین‌المللی
- دوره‌های بلندمدت داخلی
- دوره‌های زبان انگلیسی
- دوره‌های کوتاه‌مدت تخصصی

## انتشارات انجمن
انجمن حسابداران خبره در زمینه انتشارات نیز فعال است که تعدادی از این انتشارات را می‌توان به شرح زیر برشمرد.
- «استانداردهای حسابرسی»، ترجمه مهدی تقوی، انتشارات انجمن حسابداران خبره ایران، ۱۳۶۳.[۳۵]
- «اصول جهانی حسابداری مدیریت»، تألیف انجمن حسابداران مدیریت خبره (سایما)، ترجمه شاهین احمدی، انتشارات انجمن حسابداران خبره ایران، ۱۳۹۵.[۳۶]
- «راهنمای کاربردی تهیه صورت‌های مالی تلفیقی»، تألیف بهرام غیایی، انتشارات انجمن حسابداران خبره ایران، ۱۳۹۶.[۳۷]